# Septoria leucanthemi
Septoria leucanthemi är en svampart som beskrevs av Sacc. & Speg. 1878. Septoria leucanthemi ingår i släktet Septoria och familjen Mycosphaerellaceae.   Inga underarter finns listade i Catalogue of Life.